# 空車
空車（くうしゃ）とは、乗客・旅客や貨物を輸送する目的の車両・列車などが、それらを積載していない状態である。その反対は実車という。
駐車場ではその容量に余裕があり車両を駐車できる状態のときを指す（「車を入れる場所が空いている」という意味）。

## 街路取締規則
空車・実車という語が日本の法令に登場したのは、明治10年代（1878年 - 1887年）に全国の府県で制定された街路取締規則である。この時代に車は馬車、人力車、荷車のことであった。規則は交通の妨げになる行為を取り締まるもので、宮城県の街路取締規則をとれば、実車と空車が通るときには空車が避け（第28条）、街路で空車をひいて彷徨し、通行の妨害をなしてはならない（第41条）と定められた。

## 空車の形態
タクシーなど旅客を輸送することを目的とする自動車の場合、営業時間中に客が乗っていない状態を空車という。日本では、空車のときには空車である旨の電光表示が正面フロントガラスから見える位置に示される。かつてはレバー式の立て札も用いられた。この表示は、客を乗せ輸送を開始する段階で消され、運賃計算を開始する。また、空車でなくなると、車両につけられた行灯が消灯することもある。
鉄道等では、先客が乗っていない増結等のため用いられる空の車両を指すことがある。これらは、途中駅から乗り込む客の急激な増加が見込まれる際や鉄道駅のプラットホームの有効長が大きくなる場合に連結される。
レンタカーや貸切バスなどでは、貸出または予約可能な状態の車両のことを指す。